# World Sailboards Manufacturers Association
Die World Sailboards Manufacturers Association (WSMA), auch Surf-Pool oder Hersteller-Pool genannt, initiierte und veranstaltete von 1983 bis 1987 den Windsurf World Cup.

## Geschichte
Peter Brockhaus schuf Ende der siebziger / Anfang der achtziger Jahre eine neue Regattaklasse, die Funboard Cups. Diese zeigten mehr Action als die zeitgenössischen Regatten (wie z. B. die Division II), die ähnlich Segelregatten auf großen Kursen fern vom Publikum ausgetragen wurden. Die Funboard Cups wurden bei Starkwind auf modernen Gleitbrettern, den Funboards, veranstaltet. Neue, spektakuläre Disziplinen (Waveriding, Slalom) wurden durch den traditionellen Dreieckskurs (Kursrennen), gefahren mit Funboards, ergänzt. Dadurch sollten die Wettbewerbe bei Presse und Fernsehen attraktiver werden. Die Funboard Cups litten jedoch unter organisatorischen Problemen.
Ende 1982 gründeten elf Hersteller den Hersteller-Pool WSMA. Dieser übernahm das Format des Funboard Cups und veranstaltete ab 1983 jährlich drei bis sechs internationale Top-Regatten, den Windsurfing-World-Cup. Aus diesen Regatten wurde eine Jahresweltrangliste berechnet. Zugelassen waren nur Werksfahrer der Mitglieder, die Werksmaterial fahren mussten. Der Funboard Cup wurde in diesem Rahmen als regionale Nachwuchsveranstaltung reglementiert.
Durch das zentrale Marketing konnte eine größere Aufmerksamkeit für den Sport geschaffen werden. Zuschauerzahlen der Worldcups überstiegen bald 100.000 pro Veranstaltung, Presse und Fernsehen berichteten. Trotzdem überstiegen die Kosten bald den Nutzen für die Hersteller. 
Anfang 1986 wurde die WSMA in World Boardsailing Association, WBA, umbenannt. Um die Kosten der Veranstaltungen für die bestehenden Mitglieder zu reduzieren, wurde der Zutritt für andere Hersteller erleichtert. Auch konnten einzelne Startplätze gegen Gebühr erworben werden. Weiter wurde bei den Gehältern der Fahrer gespart.
1987 gründeten die Fahrer die Professional Boardsailors Association (PBA) um mehr Einfluss auf die Organisation des Worldcups nehmen zu können. Unter anderem wollten die Fahrer mehr Preisgeld und mehr Regatten. Ab 1988 veranstaltete die PBA den Worldcup.

## Mitglieder

### Bretthersteller
- BIC
- Fanatic
- F2
- HiFly
- Mistral
- Sailboard
- Surfpartner
- Tiga

### Segelhersteller
- Gaastra
- Neil Pryde
- North Sails
- ITV (ab 1984)
- Hood (ab 1984)